# Umělá rostlina

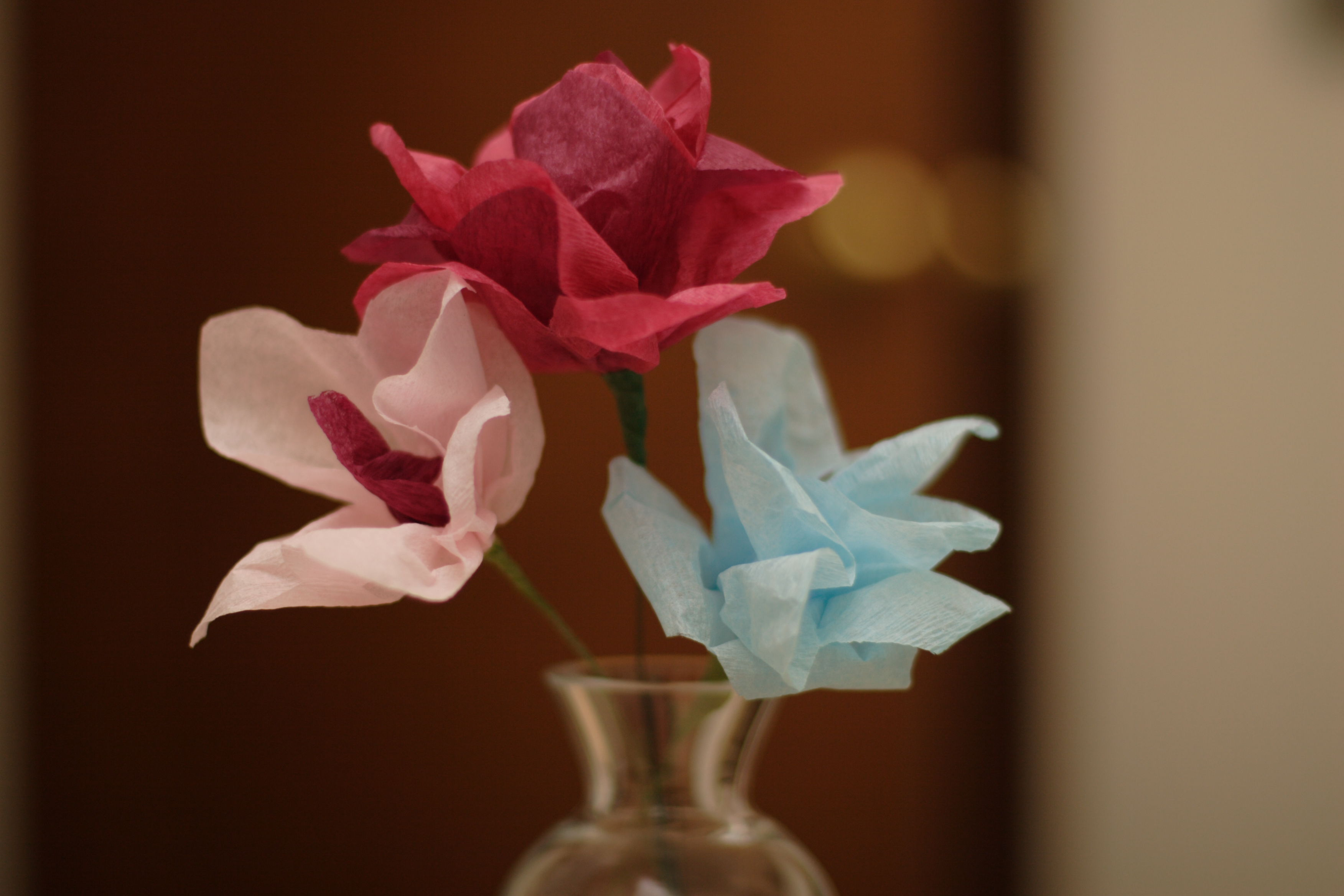
Papírová květina

Umělé rostliny (nejčastěji umělé květiny, stromy a keře, případně jejich plody) jsou napodobeniny živých rostlin, vyráběné z přírodních i umělých materiálů.

## Materiál
Umělé rostliny jsou většinou vyráběny z plastů, textilií a silikonů. Kvalitní umělé stromy a palmy často mají přírodní kmen, čímž se zvyšuje jejich podoba se živým originálem.

## Historie
V minulosti byla kvalita umělých rostlin často velmi nízká, zejména co se týká přirozenosti jejich vzhledu. Používal se zpravidla pouze jednobarevný plast, stejný pro všechny komponenty rostliny. Například listy pak byly prakticky identické a plastový jednobarevný kmen působil nepřirozeně.

## Moderní umělé rostliny
V dnešní době jsou umělé rostliny vyráběny s využitím moderních technologií, důraz je kladen na výslednou autentičnost umělé rostliny a použité materiály. Často jsou například některé listy úmyslně zažloutlé nebo mají skvrny a jiné nedokonalosti, podobně jako živé rostliny. Díky těmto detailům jsou moderní umělé rostliny od svých živých předloh téměř nerozeznatelné.

## Nabídka
Výběr umělých rostlin je velice široký, vyrábějí se v provedeních od malých květinek až po vzrostlé stromy o výšce deseti i více metrů. Nejběžnější jsou umělé fíkusy, listnaté stromy, palmy jako datlovník, banánovník, kokosovník a další. Vyrábějí se také umělé kaktusy a sukulenty nebo kvetoucí stromy. Umělé jehličnany se často používají jako vánoční stromky.